# احمد شیبانی
احمد شیبانی (زاده ۱۳۲۹ در سمنان) عضو شورای‌ عالی سازمان انتقال خون، مدیر کل نظارت بر امور دارو و مواد غذایی وزارت بهداشت در دولت هاشمی رفسنجانی و در دولت دوم محمود احمدی‌نژاد (از ۲۸ شهریور ۱۳۸۸) و همچنین نخستین رئیس سازمان غذا و دارو پس از تأسیس در سال ۱۳۹۰ بود. او در آخرین ماه‌های فعالیت دولت احمدی‌نژاد و در دوران سرپرستی محمدحسن طریقت منفرد در وزارت بهداشت پس از برکناری مرضیه وحید دستجردی در فروردین ۱۳۹۲ در حالی که تنها چند ماه از فعالیت دولت احمدی‌نژاد باقی‌مانده بود، برکنار گردید.
شیبانی دکترای داروسازی خود را در سال ۱۳۵۴ از دانشگاه تبریز گرفت. او از سال ۵۴ در وزارت بهداشت فعالیت می‌کند و سِمت‌ های مختلفی از جمله مدیریت شرکت فرآورده‌های تزریقی و دارویی ایران شرکت پارس دارو، شرکت داروپخش (هولدینگ) را نیز داشته‌است.
وی همچنین مدیر شرکت گسترش و سرمایه‌گذاری دارویی ایران، عضو هیئت مدیره انجمن داروسازان ایران ، هیئت مدیره نظام پزشکی تهران بزرگ، هیئت مدیره سندیکای تولیدکنندگان داروهای انسانی نیز بوده‌است.

## ریاست بر سازمان غذا و دارو
پس از تصویب تأسیس سازمان غذا و دارو در شورای‌عالی امور اداری، شیبانی به‌عنوان اولین رئیس این سازمان حکم خود را از مرضیه وحید دستجردی وزیر وقت بهداشت در ۱۶ فروردین ۱۳۹۰ دریافت کرد. وی همزمان معاون داروی این وزارت خانه نیز بود. و نیز عضو هیئت مدیره شرکت توسعه گردشگری ایران می‌باشند.

### جنجال پیرامون ارز دارو
در دوران ریاست وی بر سازمان غذا و دارو و همزمان با تحریم‌های گسترده علیه ایران و بحران ارزی کشور جنجال‌هایی پیرامون سرنوشت ارز دارو مطرح شد. در این جنجالها بانک مرکزی و وزارت بهداشت یکدیگر را به اتهاماتی پیرامون تخصیص ارز دارو به مواردی همچون واردات کالاهای لوکس همچون زین اسب، خودروهای لوکس و غیره متهم ساختند.

### ادعای رونمایی از دارو
در دوران دولت محمود احمدی‌نژاد که بخشی از آن مصادف با ریاست وی بر سازمان غذا و دارو ادعاهایی مبنی بر ساخت دارو برای بیماری‌های سخت همچون ایدز و ام اس و همانند با تبلیغات فراوان مطرح گردید. پس از پایان دولت احمدی نژاد رسانه‌ها نوشتند که اغلب این موارد غیر واقعی یا اغراق‌آمیز بوده‌است.

## واردات دارو از هند و چین
موضوع واردات دارو یا مواد اولیه دارو و تجهیزات پزشکی از هند، چین و سایر کشورهای آسیایی که از سوی برخی رسانه‌ها و نمایندگان مجلس طرح و از سوی وزارت بهداشت تکذیب می‌گردید که از دیگر رویدادهای مرتبط با دوران ریاست وی بودند.

## برکناری از سمت‌ها
پس از برکناری مرضیه وحید دستجردی از وزارت بهداشت توسط احمدی‌نژاد و انتصاب طریقت منفرد به‌عنوان سرپرست وزارتخانه، وی در اردیبهشت ۱۳۹۲ احمد شیبانی را در کنار تعدادی دیگر از مسئولان وزارت بهداشت برکنار کرد درحالی‌که مدت چندانی به پایان کار دولت احمدی نزاد باقی نبود. وزارت بهداشت مدعی بود که وی استعفا کرده و وی مدعی بود که برکنار شده‌است.
وی در این باره گفت: «بنده به هیچ وجه از سمت خود به عنوان معاون وزیر و رئیس سازمان غذا و دارو استعفا نکرده‌ام و این مسئولیت را ترک نکردم، دوستان و مسئولان جدید وزارت بهداشت مایل به ادامه همکاری با بنده نبودند و قبل از تعطیلات و در آخرین روزهای سال گذشته به من گفتند که این سمت را تحویل دهم… بنده تمایلی ندارم که در این مورد صبحت کنم و در مورد مشکلات دارویی کشور که سال گذشته به آن مواجه بودیم هم صحبت نمی‌کنم. در مورد جایگزینم در سازمان غذا و دارو نیز اطلاعی ندارم.»
عباس حاجی آخوندی به‌عنوان ریس بعدی این سازمان منصوب گردید.